# 新潟市民病院
新潟市民病院（にいがたしみんびょういん、英称：Niigata City General Hospital）は、新潟県新潟市中央区にある医療機関（病院）。新潟市が運営する地方公営企業の一つである。

## 概要
- 院長 大谷 哲也
- 病床数 672床（一般550床、救命救急・循環器病・脳卒中センター50床、総合周産期母子医療センター57床、こども病棟40床、感染症8床、精神科12床）

## 沿革
- 1973年10月20日 総合病院認可
- 1973年10月25日 新潟市紫竹山（現中央区紫竹山二丁目）にて開院（開院式を挙行）
- 1983年6月 救急病院の告示を受ける
- 1987年4月 救命救急センター・新生児医療センター（南棟）を新設し増床
- 2007年11月1日 新潟市中央区鐘木（現在地）へ移転
- 2009年4月1日 旧市民病院のうち南棟跡を改修し「新潟市総合保健医療センター」を開設、同センターの1階は夜間休日専用の一次医療機関である「新潟市急患診療センター」として運用されている。
- 2016年4月1日かつての旧市民病院本棟跡地に一般財団法人健康医学予防協会「新潟健診プラザ」が開業した

## 診察科目
- 血液科
- 内分泌代謝科
- 腎膠原病科
- 呼吸器科
- 循環器科
- 消化器科
- 小児科
- 皮膚科
- 形成外科
- 眼科

- 耳鼻咽喉科
- 神経内科
- 精神科
- 外科
- 心臓血管外科
- 呼吸器外科
- 小児外科
- 整形外科
- 脳神経外科
- 産科

- 婦人科
- 泌尿器科
- 麻酔科
- ペインクリニック外科
- 放射線診断科
- 放射線治療科
- リハビリテーション科
- 歯科口腔外科
- 総合診療科
- 感染症科
- 乳腺科

## 併設施設など
- 救命救急・循環器病・脳卒中センター
- 周産期母子医療センター
- 日帰りドック
- 健康管理室

スワンプラザ(患者総合支援センター)
- 救急ステーション

## 医療機関の指定・認定
（下表の出典）
| 保険医療機関                                                                   | 第一種感染症指定医療機関                 |
| 労災保険指定医療機関                                                           | 第二種感染症指定医療機関                 |
| 指定自立支援医療機関（更生医療）                                               | 公害医療機関                             |
| 指定自立支援医療機関（育成医療）                                               | 母体保護法指定医の配置されている医療機関 |
| 指定自立支援医療機関（精神通院医療）                                           | 地域医療支援病院                         |
| 身体障害者福祉法指定医の配置されている医療機関                                 | 災害拠点病院（地域）                     |
| 精神保健指定医の配置されている医療機関                                         | 救命救急センター                         |
| 生活保護法指定医療機関                                                         | 臨床研修病院                             |
| 医療保護施設                                                                   | 臨床修練病院等                           |
| 結核指定医療機関                                                               | がん診療連携拠点病院等                   |
| 指定養育医療機関                                                               | エイズ治療拠点病院（ブロック拠点）       |
| 指定小児慢性特定疾病医療機関                                                   | 特定疾患治療研究事業委託医療機関         |
| 難病の患者に対する医療等に関する法律（平成26年法律第50号）に基づく指定医療機関 | DPC対象病院                              |
| 原子爆弾被害者一般疾病医療機関                                                 | 総合周産期母子医療センター               |

- がんゲノム医療連携病院[3]
- 赤ちゃんにやさしい病院（BFH）[3]
- 公益財団法人日本医療機能評価機構認定病院[4]
- NPO法人卒後臨床研修評価機構（JCEP）認定病院[5]
- このほか、各種法令による指定・認定病院であるとともに、各学会の認定施設でもある。

## アクセス

### 所在地等
- 〒950-1197 新潟県新潟市中央区鐘木463番地7

### 交通
- 新潟駅南口バスターミナル1番線より新潟交通バス・スポーツ公園線「S70 南長潟・新潟市民病院」「S71 市民病院・曽野木ニュータウン」「S72 市民病院・大野」行で「新潟市民病院」下車
- 新潟駅万代口バスターミナル0・1番線より新潟交通BRT・萬代橋ライン「青山」方面行で「市役所前」のりかえ、同バス停6番線から市民病院線「S10 県庁・新潟市民病院」行で終点「新潟市民病院」下車
- 亀田駅西口より新潟市江南区区バス「新潟市民病院」行で「新潟市民病院」下車
このほか県内高速バス（ときライナー）のうち五泉村松線と阿賀町バスは、平日の一部便が市民病院を経由している。
- 北陸自動車道・日本海東北自動車道・磐越自動車道 新潟中央インターチェンジより車で約1分
- 国道8号（新潟バイパス）女池インターチェンジより車で約5分
- 駐車場は病院敷地内の他、周辺に数箇所あり

## 研修医の過労死と職員への残業代未払い
- 2016年1月に市民病院で働いていた研修医の女性が自宅近くで自殺した[6]。女性の電子カルテの操作履歴から、月平均残業時間が約187時間、最も多い月では251時間に達していた事[6]（厚生労働省が「過労死ライン」と位置付けるのは80時間）が分かり、2017年6月に新潟労働基準監督署が労災認定した[6]。 また、その際の是正勧告により病院が実施した調査で総額1億800万円の残業代未払いがあることが分かった[7]。その後、2018年8月に過労死した女性の遺族が市を相手に損害賠償を求める訴訟を新潟地裁に起こした[8]。2022年3月、新潟地裁が遺族側の主張をほぼ全面的に認め、市に約1億626万円を支払うよう命じる判決を出した。原告被告双方が控訴せずに確定した[9]。